# Fourmi (film)
Pour les articles homonymes, voir Fourmi (homonymie).
Pour plus de détails, voir Fiche technique et Distribution.
Fourmi est une comédie dramatique française réalisée par Julien Rappeneau sortie en 2019.

## Synopsis
Théo est un garçon de 12 ans qui semble promis à un bel avenir dans le football. Fils de parents divorcés, il vit avec sa mère, son père ayant perdu ses espoirs d'une vie à reconstruire. C'est son fils qui lui remonte le moral et fait tout pour le sortir de son apathie et de sa glissade vers l'alcoolisme. Quand le garçon est remarqué par le sélectionneur d'un grand club anglais, il croit avoir trouvé la perspective qui va remotiver son père. Malheureusement, Théo échoue au test de qualification à cause de sa trop petite taille, raison qui est l'origine de son surnom « fourmi ». Il ne peut annoncer cet échec à son père et va se lancer dans un mensonge qu'il va avoir de plus en plus de mal à maîtriser et qui va entraîner des conséquences multiples.

## Fiche technique
- Titre original : Fourmi
- Réalisation : Julien Rappeneau
- Scénario : Julien Rappeneau, d'après le roman graphique Dream Team de Mario Torrecillas et Artur Laperla
- Décors : Marie Cheminal
- Costumes : Isabelle Pannetier
- Photographie : Pierre Cottereau
- Montage : Stan Collet
- Musique : Martin Rappeneau
- Producteur : Michaël Gentile
- Directeur de production : Frédéric Blum
- Sociétés de production : The Film
  - Coproduction : TF1, France 2 Cinéma, Scope Pictures et RTBF
- Société de distribution : Mars Films
- Pays d'origine :  France
- Langue originale : français
- Format : couleur
- Genre : comédie dramatique
- Durée : 105 minutes
- Dates de sortie :
  -  France :
    - 22 août 2019 (Angoulême)
    - 4 septembre 2019 (en salles)

## Distribution
Sauf indication contraire, les informations mentionnées dans cette section peuvent être confirmées par la base de données cinématographiques IMDb,  présente dans la section « Liens externes ».
- François Damiens : Laurent
- Ludivine Sagnier : Chloé
- Maleaume Paquin : Théo, dit « Fourmi »
- André Dussollier : Claude
- Lætitia Dosch : Sarah, assistante sociale
- Sébastien Chassagne : Antoine
- Didier Brice : Banal
- Cassiopée Mayance : Romane
- Pierre Gommé : Max
- Ismaël Dramé : Karim
- Nicolas Wanczycki : Éric
- Pierre Diot : Le président du Club
- Jonathan Waite : Recruteur Arsenal
- Laurent Orry : Interprète
- Martine Schambacher : Grand-mère Max
- Matthieu Rozé : Conseiller Pôle Emploi
- Nasser Zerkoun : Type agressif
- Stéphane Hausauer : Père spectateur
- Dimitri Michelsen : Voisin Max
- Léo Dussollier : Ami Éric
- Juliette Mézergues : Responsable coopérative
- Jean-Philippe Goudroye : Client bar Banal
- Marc Raffray : Client rasé
- Catherine Davenier : Directrice services sociaux
- Jacques Ledran : Directeur collège
- Zine-Eddine Aoun : Joueur Intrépide
- Mohamed Arbaoui : Joueur Intrépide
- Ismail Hariss : Joueur Intrépide
- Lilian Jegat : Joueur Intrépide
- Rayan Jouini : Joueur Intrépide
- Axel Lantoine : Joueur Intrépide
- Dhayan Sesay : Joueur Intrépide
- Saiba Soukouna : Joueur Intrépide
- Louis-Marie Audubert : Entraîneur Lille
- Fabien Gauthier : L'arbitre
- Clara Brajtman : Femme interprète
- Pascal Humbert : Monsieur Villa
- Delphine Lanniel : Professeure d'histoire
- Guillaume Le Pape : Pompier
- Stéphane Valensi : L'homme en costume
- Ansen Tzankov : Musicien bar Banal
- Étienne Ranger : Musicien bar Banal
- Anthony Roubaud : Musicien bar Banal
- Simon Passard : Joueur lillois

## Box office
Le film sort le 4 septembre 2019 dans 338 salles. Il ne réalise que 9 593 entrées pour sa première journée, score très faible.
Pour son premier week-end, seulement 49 471 entrées sont comptabilisés.

## Accueil

### Critiques
Le site Allociné recense 19 critiques presse, pour une moyenne de 3,1/5.
Le magazine Télérama écrit que le film est « une comédie à la mécanique précise, au service d’un récit généreux. ».
Pour le journal Le Parisien, « Fourmi repose sur une mécanique aussi huilée qu'elle est plan-plan. ».